# L'Île du docteur Moreau (film, 1932)
Pour les articles homonymes, voir L'Île du docteur Moreau.
 (septembre 2021).
Si vous disposez d'ouvrages ou d'articles de référence ou si vous connaissez des sites web de qualité traitant du thème abordé ici, merci de compléter l'article en donnant les références utiles à sa vérifiabilité et en les liant à la section « Notes et références ».
Pour plus de détails, voir Fiche technique et Distribution.
L'Île du docteur Moreau (Island of Lost Souls) est un film américain réalisé par Erle C. Kenton, produit et sorti en 1932.
Edward se retrouve malgré lui sur une île perdue du Pacifique où le docteur Moreau tente de créer des Hommes à partir d'animaux, utilisant la vivisection
Le film est une adaptation du roman homonyme de H. G. Wells, publié en 1896. 

## Synopsis
Edward Parker, après un naufrage, est secouru par Montgomery, assistant d'un certain docteur Moreau faisant route vers une mystérieuse île. 
Edward envoie un message à sa fiancée à Apia une fois sur la Covena, le navire l'ayant sauvé. 
Parker et Montgomery vont sur le pont où les animaux de Moreau sont regroupés et croisent le capitaine Davies ivre, qui annonce ses réticences sur Moreau et les animaux. « Comment ne pas être ivre avec une telle cargaison ? »  « (Moreau) Redouté dans toutes les mers du Sud » « fossoyeur au cœur noir ». Puis le capitaine malmène M'ling venu nourrir les chiens sous les aboiements. Le capitaine, après avoir frappé M'ling, se bat avec Edward. En relevant M'ling, Edward aperçoit ses oreilles pointues. Ensuite M'ling attaque le capitaine à la manière d'un animal, augmentant les doutes d'Edward sur Moreau.
Montgomery le prévient qu'il va avoir des problèmes, ces « problèmes » arriveront lorsque le capitaine ne voudra plus de lui sur le navire, obligeant Edward a rejoindre Moreau et Montgomery sur l'île.
Ne le voyant pas revenir de la Covena, sa fiancée, Ruth Thomas, part à sa recherche avec le capitaine Donahue grâce à l'ambassade américaine. 
Edward est donc recueilli par Moreau qui a comme plan de le faire fréquenter Lota, une femme-léopard de sa création. Moreau lui promet qu'il pourra partir le lendemain mais brûle les canaux et feint l'innocence. 
Il découvre Moreau en train de pratiquer la vivisection. Pensant qu'il expérimente sur un homme, Edward s'enfuit avec Lota. Ils arrivent aux huttes des mi-hommes mi-bêtes, et se font agresser par les créatures. Moreau arrive avec son fouet et les force à réciter les interdictions de La Loi, faisant fuir les monstres :
« Ne pas marcher à quatre pattes. C’est la Loi. Ne sommes-nous pas des Hommes ? »
« Ne pas laper pour boire. C’est la Loi. Ne sommes-nous pas des Hommes ? »
« Ne pas manger de chair ni de poisson. C’est la Loi. Ne sommes-nous pas des Hommes ? »
« Ne pas griffer l’écorce des arbres. C’est la Loi. Ne sommes-nous pas des Hommes ? »
« Ne pas chasser les autres Hommes. C’est la Loi. Ne sommes-nous pas des Hommes ? » »
Après la fuite d'Edward, Moreau lui explique qu'il a d'abord expérimenté sur des plantes, avançant leur évolution de 100 ans. On voit qu'il n'a pas su maîtriser l'évolution de toutes les plantes : « avec les asperges, j'ai eu moins de chance ». Moreau explique que « toutes les espèces tendent vers l'Homme » et que c'est donc dans ce sens qu'il veut changer les animaux en Hommes. Moreau dit qu'il a quitté Londres car un chien écorché s'est enfui de son laboratoire. Il évoque la transfusion sanguine et montre l'être qu'il était en train de modifier par la vivisection, qui était bien un animal. Moreau, « savant fou » narcissique, refuse d'admettre la cruauté de ses expériences et se compare à Dieu.
Après l'avoir embrassée, Edward découvre que Lota est aussi une des créatures de Moreau, et que Moreau manigance leur rapprochement depuis le début.
Ruth et Donahue arrivent sur l'île, Moreau propose de les héberger pour la nuit. Cependant, Ruth se fait agresser par une créature pendant la nuit, précipitant le départ.
Allant contre La Loi, Moreau ordonne à Ougan, un des monstres, de tuer le capitaine Donahue. Avoir ordonné le meurtre du capitaine discrédite Moreau et La Loi auprès des animaux humanisés qui se révoltent, brûlent l'enclos et massacrent Moreau en le déchiquetant.
Lota se sacrifie, protégeant Edward d'Ougan.
Enfin Ruth, Edward et Montgomery s'enfuient de l'île en canot.

## Fiche technique
- Titre français : L'Île du docteur Moreau
- Titre original : Island of Lost Souls
- Réalisation : Erle C. Kenton
- Scénario : Waldemar Young et Philip Wylie, adaptation du roman homonyme de H. G. Wells
- Chef opérateur : Karl Struss
- Direction artistique : Hans Dreier
- Musique : Arthur Johnston (non crédité), Sigmund Krumgold (non crédité)
- Maquillage : Wally Westmore
- Effets visuels : Gordon Jennings (non crédité)
- Date de sortie : 
  - États-Unis : décembre 1932
- Durée : 70 minutes
- Genre : Aventure, horreur, science-fiction

## Distribution
- Charles Laughton : Dr Moreau
- Richard Arlen : Edward Prendick
- Leila Hyams : Ruth Thomas
- Bela Lugosi : le despote
- Kathleen Burke : Lota la femme panthère
- Arthur Hohl : Mr. Montgomery
- Stanley Fields : Capitaine Davies
- Paul Hurst : Capitaine Donahue
- Hans Steinke : Ouran
- Tetsu Komai : M'ling
- George Irving : Consul américain
- Charles Gemora (non crédité) : le gorille sur le quai

## Autour du film
- À la suite des studios Universal qui rencontrent du succès en 1931 avec leurs adaptations Dracula et Frankenstein, Paramount se lance à son tour dans le cinéma horrifique en produisant Docteur Jekyll et M. Hyde puis L'Île du docteur Moreau.
- En raison de ses thèmes abordés, le film subit la censure : il fut interdit dans plusieurs États américains, et interdit en Angleterre jusqu'en 1958. Lors de la ressortie du film en 1941 aux États-Unis, il est contraint par le Code Hays à subir de nombreuses coupes. Plusieurs éléments sont en cause : l'aspect profane du film (la réplique du docteur Moreau « savez-vous ce que ça fait de se sentir l'égal de Dieu ? », l'acceptation de la théorie alors controversée de l'Évolution) et les scènes cruelles de vivisection.
- L'auteur du roman d'origine L'Île du docteur Moreau H. G. Wells désapprouva le film, estimant que les éléments d'horreur manifestes éclipsaient la portée philosophique plus profonde de l'histoire, et fut ravi de l'interdiction du film en Angleterre.
- Jean Boullet écrit : « Les créatures mi-hommes, mi-bêtes de ce film sont certainement ce qui a été montré de plus malsain et de plus révoltant sur un écran pour tout individu normalement constitué »[1].